# DSA-553
La DSA-553 es una carretera perteneciente a la Red Secundaria de la Diputación Provincial de Salamanca que une la SA-315 con la localidad de Majuges.

## Recorrido
La carretera DSA-553 tiene su origen en Vitigudino en la intersección con la carretera SA-315, y termina en el casco urbano de Majuges formando parte de la Red de carreteras de Salamanca.
| Vitigudino (Intersección con ) - Majuges | Vitigudino (Intersección con ) - Majuges | Vitigudino (Intersección con ) - Majuges | Vitigudino (Intersección con ) - Majuges | Vitigudino (Intersección con ) - Majuges | Vitigudino (Intersección con ) - Majuges | Vitigudino (Intersección con ) - Majuges | Vitigudino (Intersección con ) - Majuges | Vitigudino (Intersección con ) - Majuges | Vitigudino (Intersección con ) - Majuges | Vitigudino (Intersección con ) - Majuges |
| Esquema                                  | PK                                       | Sentido Majuges (creciente)              | Sentido Majuges (creciente)              | Sentido Majuges (creciente)              | Sentido Majuges (creciente)              | Sentido Vitigudino (decreciente)         | Sentido Vitigudino (decreciente)         | Sentido Vitigudino (decreciente)         | Sentido Vitigudino (decreciente)         | Incidencias                              |
| Esquema                                  | PK                                       | Velocidad                                | Elemento                                 | Salida                                   | Salida                                   | Salida                                   | Salida                                   | Elemento                                 | Velocidad                                | Incidencias                              |
| Esquema                                  | PK                                       | Velocidad                                | Elemento                                 | Dir.                                     | Nombre                                   | Nombre                                   | Dir.                                     | Elemento                                 | Velocidad                                | Incidencias                              |
| ---------------------------------------- | ---------------------------------------- | ---------------------------------------- | ---------------------------------------- | ---------------------------------------- | ---------------------------------------- | ---------------------------------------- | ---------------------------------------- | ---------------------------------------- | ---------------------------------------- | ---------------------------------------- |
|                                          | 0,0                                      |                                          |                                          | Trabanca Zamora                          | Trabanca Zamora                          | Trabanca Zamora                          |                                          |                                          |                                          |                                          |
| Vitigudino La Fuente de San Esteban      | 0,0                                      |                                          |                                          |                                          |                                          |                                          |                                          |                                          |                                          |                                          |
|                                          | 0,5                                      |                                          |                                          | MAJUGES                                  | MAJUGES                                  | MAJUGES                                  | MAJUGES                                  |                                          |                                          |                                          |
|                                          | 0,500                                    |                                          |                                          | Centro Urbano                            | Centro Urbano                            | Centro Urbano                            | Centro Urbano                            |                                          |                                          |                                          |